# Betawi jezik
Betawi jezik (batavi, batawi, betawi malajski, džakartanski malajski, melayu jakarte; ISO 639-3: bew), jezik naroda Betawi Asli, kojim govori 2 700 000 (Johnstone 1993) ljudi, naročito u području grada Jakarte na Javi, Indonezija. Ime dolazi po nizozemskom nazivu za Jakartu, Batavia.
U prošlosti jezik betavi koristio se kao lingua franca, a razvio se pod utjecajem više raznih jezika među kojima su kineski [zho], arapski [ara], nizozemski [nld] i portugalski [por]

## Vanjske poveznice
- Ethnologue (14th)
- Ethnologue (15th)